# Dilbert
Dilbert – postać komiksowa stworzona przez Scotta Adamsa, bohater serii jego książek oraz tworzonych codziennie pasków komiksowych. Jest alegorią inżyniera pracującego w amerykańskiej korporacji. Samotny kawaler przed czterdziestką, wiecznie przepracowany, dręczony przez decyzje niekompetentnego zarządu (przydział niewykonalnych zadań, uczestniczenie w nic nie wnoszących spotkaniach, etc.). Charakterystyczna jest twarz bez ust i źrenic. Emocje okazuje różnymi ułożeniami brwi. Rzadko włosami, które mogą stanąć dęba gdy się przestraszy. Tymczasem inne postaci mają normalne twarze. Mieszka z psem o imieniu Piesbert (Dogbert), szczurem Szczurbertem (Ratbert) i dinozaurem Bobem.

## Inne postacie z komiksów i książek Scotta Adamsa
- Szef – nie ma imienia, nazywany przez pracowników „Rogatowłosy” (ang. „Pointy haired”); jedna z ważniejszych postaci. Jest przedstawiany na dwa sposoby: albo jako całkowicie niekompetentna i bezmyślna jednostka, która nie rozumie zadawanych mu pytań, a decyzje podejmuje na podstawie czynników losowych lub zależnych od zdarzeń niezwiązanych z treścią pytania (polecenie od własnego przełożonego, chęć zabłyśnięcia przed prasą/przełożonym); albo jako amoralny, perfidny manager, którego celem jest zarobienie jak największej ilości pieniędzy, przy minimalnych podwyżkach dla podwładnych, lub zmniejszenie morale; współpracuje przy tym z Kotbertem (Catbertem). Wielokrotnie, ze szkodą dla firmy, korzysta z usług zewnętrznych firm (w tym usług konsultingowych dostarczanych przez Piesberta (Dogberta)), zwykle zachęcony tanimi sztuczkami (darmowe gadżety, niezrozumiałe tłumaczenie, brzmiące jak kompetentne). Kiedyś miał włosy, które później uformowały się w rogi.
- Wally – kolega Dilberta z pracy. Całe dni spędza nie robiąc nic prócz picia kawy. Mimo że oficjalnie przyznaje, że nie zamierza wykonywać żadnych obowiązków służbowych, zawsze udaje mu się uniknąć zwolnień. W tajniki unikania pracy wprowadza Asoka.
- Alice – najbardziej kompetentna i pracowita ze wszystkich mieszkańców firmowych zagródek. Można ją rozpoznać po charakterystycznej trójkątnej fryzurze. Jest wiecznie sfrustrowana z powodu niedoceniania jej pracy. Od pewnego czasu używa swej „pięści śmierci” do karania wrednych lub niekompetentnych współpracowników.
- Kotbert (Catbert) – szef HR (zasoby ludzkie) w firmie Dilberta. Jego jedynym zadaniem jest wymyślanie przepisów zmniejszających morale załogi, w czym wielokrotnie spiskuje z szefem Dilberta.
- Szczurbert (Ratbert) – mały naiwny szczur. W komiksie pełni rolę wesołego nieszkodliwego głupka. Uciekł z laboratorium i dołączył do paczki Dilberta. Mieszka z Dilbertem, jest również zatrudniany w jego firmie, zwykle na najgorzej płatnych i podrzędnych stanowiskach (np. praktykant). Zdarzyło mu się być wybranym nawet na managera, skąd jednak szybko został zwolniony, kiedy okazało się, że ma najlepsze wyniki.
- Śmieciarz – najmądrzejszy śmieciarz na świecie. Potrafi znaleźć pozytywną stronę i rozwiązanie każdego problemu, z którym przychodzi do niego Dilbert. Potrafi skonstruować urządzenie klonujące, fazer, robota i „broń przeciwgłupotową”, która niszczy głupią część każdego człowieka, pozostawiając resztę nietkniętą.
- Piesbert (Dogbert) – najlepszy przyjaciel Dilberta. Często podejmuje się wysoko płatnych prac jako konsultant i doradca techniczny, zawsze wykorzystując przy tym naiwność swoich klientów (swoje rozmowy jako doradca zaczyna od frazy „Jak mogę pana/panią nadużyć?”/„How may I abuse you?”). Ma tylko jedno marzenie – zostać panem świata. Warto zauważyć, że kiedy w jednym z odcinków pojawił się przybyły z przyszłości Dilbert, zwracał się do Piesberta „Wasza Wysokość” – co sugerowałoby, że kiedyś w przyszłości Piesbert rzeczywiście będzie władcą. Przez krótki czas był despotycznym królem Elbonii.
- Asok – młody niedoświadczony stażysta o hinduskim pochodzeniu. Pracowity i inteligentny, choć naiwny i nierozumiejący zasad działania firmy. Jego IQ wynosi 240, jest ponadto absolwentem Indyjskiego Instytutu Technologii, gdzie doskonalił m.in. swoje paranormalne zdolności. Potrafi telepatycznie m.in. podgrzać wodę, wyobrażając sobie ogień i wyhodować trzecią rękę.
- Głośny Howard (Loud Howard) – pracuje w firmie Dilberta. Osoby przebywające blisko niego najczęściej zatykają uszy, by nie ogłuchnąć. W jednym z odcinków kichnięciem rozerwał na strzępy zaproszonego na spotkanie pracownika działu marketingu. Na co dzień nieszkodliwy, trochę zakompleksiony kawaler.
- Topper – pracownik, który wypowiada się na każdy temat, przedstawiając siebie, jako osobę, która osiągnęła biegłość w tej dziedzinie. Swoje wypowiedzi zaczyna od frazy „To jeszcze nic, ja…”.
- Mama Dilberta – kobieta, uwielbiająca piec ciasta, lecz także posiadająca głęboką wiedzę techniczną.
- Tata Dilberta – kilkanaście lat temu poszedł do baru z hasłem „zjedz, ile możesz”. Wyjdzie dopiero, jak będzie pewien, że zjadł tyle, ile mógł. Jest w barze od Bożego Narodzenia 1992 roku.
- Bob dinozaur – pewnego dnia Dilbert obliczył, że nie jest możliwe, by wszystkie dinozaury wyginęły, odkrywając tym samym Boba. Bob ma żonę Dawn i syna Reksa (oboje mieszkają w domu Dilberta) – ale nie są oni widywani równie często, co Bob.
- Elbonianie – mieszkańcy Elbonii, małego, zabagnionego kraju Czwartego Świata. Autor używa go, gdy potrzebuje kraju, który byłby „zagranicą” dla czytelników z całego świata. W Elbonii wszyscy chodzą po kolana w błocie, noszą brody i wysokie czapki. W jednym z odcinków Elbonia została zaatakowana przez Francję, która przerwała działania wojenne, gdy okazało się, że sprzedaż na złom zrzucanych bomb zwiększyła trzykrotnie PKB tego kraju. Była w stanie wojny z sąsiednią Kneebonią.
- Carol (Dilbert) – sekretarka „z piekła rodem”: nienawidzi swojej pracy i próbuje różnymi sposobami zlikwidować szefa.
- Ted typowy koleś (Ted the generic guy) – występuje tak naprawdę pod różnymi imionami, pełniąc rozliczne funkcje postaci epizodycznych.
- Phil – Książę Półmroku – Rodzaj diabła odpowiedzialnego za karanie ludzi za grzeszki i wtrącanie ich do Piekiełka. Pojawia się u Dilberta, by karać go za podbieranie papieru do ksero albo ketchupu z McDonalda. Zamiast wideł posiada ogromną łyżkę. Jest bratem Rogatowłosego szefa.

## Zasada Dilberta
"Zasada Dilberta" sformułowana i nazwana została przez Scotta Adamsa przy okazji tworzenia komiksu jako jedno z praw biurokracji. Stanowi ona, że pracownicy niekompetentni (o najmniejszych kompetencjach) awansowani są na stanowiska kierownicze, zwłaszcza średniego szczebla, ponieważ na nich wyrządzą najmniej szkód. Stanowi uzupełnienie zasady Petera i  choć podobnie jak ona została napisana w formie satyrycznej, jej prawdziwość została dostrzeżona.

## Książki (wydane po polsku)
- Zasada Dilberta (The Dilbert Principle, 1996)
- Piesberta ściśle tajny podręcznik szefowania  (Dogbert's Top Secret Management Handbook, 1996)
- Przyszłość według Dilberta (The Dilbert Future, 1997)
- Radość z pracy według Dilberta (The Joy of Work, 1998)
- Dilbert i (nie tylko) biurowi kombinatorzy (Dilbert and the Way of the Weasel, 2002)
- Dilbert i cała biurowa „mena(d)żeria” (Seven Years of Highly Defective People, 2002)
- Dilberta skarbnica niedzielnych historyjek (Dilbert-a treasury of Sunday strips, 2000)
- Dilberta próba ucieczki z biurowej zagródki 2003
- Nie wdepnij w kierownika 2004
- Przynieście mi głowę gońca 2004
- Gdy język ciała zawodzi 2007
- Słowa, których wolelibyśmy nie usłyszeć w czasie oceny rocznej (Words You Don't Want to Hear During Your Annual Performance Reviev, 2007)
- Nie stójcie tam, gdzie spadnie kometa i wytryśnie ropa naftowa (Don't Stand Where the Comet is Assumed to Strike Oil, 2008)
- Twoja głowa jarzy się jak świetlówka (The Fluorescent Light Glistens off Your Head, 2008)
- Losowe akty zarządzania (Random Acts of Management, 2009)

## Serial animowany
Powstał również amerykański serial animowany, który w Polsce był emitowany wyłącznie w nieistniejącym już kanale telewizyjnym Wizja Jeden.

### Polska wersja
Wersja Polska: Master Film

Reżyseria: Maria Horodecka

Dialogi: Joanna Klimkiewicz, Magdalena Kiesewetter

Dźwięk: Renata Gontarz

Montaż: Gabriela Turant-Wiśniewska

Kierownictwo produkcji: Dariusz Falana
- Grzegorz Wons – Dilbert
- Aleksander Mikołajczak – Wally
- Małgorzata Duda – Alice
- Jarosław Boberek – Bob Bezlitosny
- Mieczysław Morański – Dogbert
- Mirosław Zbrojewicz – Szef Dilberta
- Wojciech Paszkowski – Kotbert
- Zbigniew Suszyński – Głośny Howard
- Mirosława Nyckowska – Mama Dilberta
- Ryszard Nawrocki
- Janusz Wituch